# 瀧澤中
瀧澤 中（たきざわ あたる、1965年 - ）は、日本の作家、政治史研究家。近代政治史に登場する政治家を中心に研究。専門は戦国時代史、近代政治史、政治家論。月岡兎平（とへい）の別名をもつ。

## 来歴
東京都生まれ。作家・政治史研究家。2001年に上梓した『政治のニュースが面白いほどわかる本』が17万部超のベストセラーとなり、以後、歴史を中心に講演・執筆活動を行う。著書は他に、『日本の政治ニュースが面白いほどわかる本』『秋山兄弟 好古と真之』『戦国武将の政治力』『幕末志士の政治力』など。2011年から日本経団連・21世紀政策研究所日本政治プロジェクト・タスクフォース委員等歴任。同プロジェクト「日本政治における民主主義とリーダーシップのあり方」共同執筆。
「PHP文庫・失敗の研究シリーズ」（『戦国大名失敗の研究』など5冊）が日本経済新聞の書評で「近現代の例と比較しながら面白く読ませる」と取り上げられる」など、現代と比較した歴史上の失敗を考察。『秋山兄弟・好古と真之』(朝日新聞出版)で明治期の人材育成を、『日本はなぜ日露戦争に勝てたのか』（KADOKAWA）では、教育や財政、外交など戦場以外の視点から歴史を解説する。
「文藝春秋」「Oggi」「歴史読本」「日経おとなのOff」「PRESIDENTオンライン」などに執筆。「ダイヤモンド・オンライン」で歴史失敗学を連載。
経済団体、自衛隊、団体、市民大学等で講師を務める。またオンラインセミナーに出演。
テレビでは、BS11「偉人・敗北からの教訓」に出演。そのほかラジオ、ポッドキャスト出演など。

## 著書
- 『1分間でわかる政治学 ニュースの「ウラ」まですぐ解ける!』ぶんか社 2001[7]
- 『小泉純一郎危機突破のリーダー学』ぶんか社 2001　「狂気のリーダー学 小泉純一郎強さの秘密」文庫
- 『政治のニュースが面白いほどわかる本』上條末夫監修 中経出版 2001
- 『米百俵の真実 6日間で人々の心が変わった』月岡兎平 中経出版 2001
- 『この国をダメにした日本国憲法 「平和憲法」が招く、日本の危機』ぶんか社 2002
- 『テロ・クライシス 平和憲法では、テロ・有事から日本人を守れない!』ぶんか社 2002
- 『日はまた昇る 「フクザワ」の構造改革』ぶんか社 2002
- 『佐藤一斎上に立つ者の教え「重職心得箇条」』月岡兎平 中経出版 2002
- 『昭和を生きた新選組』経済界 2003
- 『10倍の大国に日本はなぜ勝ったか 日露戦争が遺した九つの戦略』中経出版 2004　『日本はなぜ日露戦争に勝てたのか』中経の文庫
- 『日本の政治ニュースが面白いほどわかる本 政治をこんなにやさしく語っていいの?!』中経出版 2005
- 『総理の品格』ぶんか社文庫 2006
- 『日本人の心を動かした政治家の名セリフ』青春文庫 2006
- 『図解政治の「なぜ?」は図で考えると面白い』青春出版社 2007
- 『戦国武将の「政治力」  現代政治学から読み直す』祥伝社新書 2008
- 『秋山兄弟好古と真之 明治の人材はいかにして生まれたか』朝日新書 2009
- 『最新政治のニュースが面白いほどわかる本』中経出版 2009
- 『日本で一番不況に強い男 二宮尊徳の成功実学に学べ』中経出版 2009
- 『幕末志士の「政治力」 国家救済のヒントを探る』祥伝社新書 2009
- 『12歳から大人まで政治の基礎の基礎がよくわかる本』大和書房 2010
- 『どうして、国を守らなければいけないの?』経済界 リュウ・ブックスアステ新書 2010
- 『危機の時代の「政治力」 江戸の指導者に学ぶ「上に立つ者」のあり方』日文新書 2011
- 『手に取るようにわかる太平洋戦争 イラスト+図解で超ビジュアル解説!』日本文芸社 2011
- 『悪魔の政治力 独裁者がいたらあなたも操られる』経済界新書 2012
- 『政治のニュースが世界で一番スッキリわかる本 よくわかるマンガ&図解入り』日本文芸社 2012
- 『「戦国大名」失敗の研究 政治力の差が明暗を分けた』PHP文庫 2014
- 『「幕末大名」失敗の研究 政治力の差が明暗を分けた』PHP文庫 2015
- 『「戦国大名」失敗の研究 : 政治力の差が明暗を分けた 群雄割拠篇』 2016　PHP文庫
- 『「江戸大名」失敗の研究―政治力の差が明暗を分けた』PHP文庫 2017[8]
- 『「大日本帝国」失敗の研究 : 1868-1945 : 政治力の衰えが敗戦を招いた』　2018　PHP文庫
- 『政治のニュースが100%わかる本 : 世界一たのしく、わかりやすい!』　2018電波社
- 『ビジネスマンのための歴史失敗学講義 : 何が明暗を分けたのか』　2019　致知出版社
- 『人望力 : なぜ人は彼らについていったのか』　致知出版社　2020

- 国立国会図書館サーチを参照。